# دانشگاه اس‌فکس
دانشگاه اس‌فکس (به عربی: جامعة صفاقس) یک دانشگاه در تونس است که در صفاقس واقع شده‌است.